# Skjern (fiume)
Il fiume Skjern (danese: Skjern Å) è il più grande fiume della Danimarca in termini di portata d'acqua. Il suo bacino idrografico ricopre circa un decimo della superficie del paese prima di gettarsi nel Ringkøbing Fjord, una baia del Mare del Nord presso la città di Skjern. Il fiume scarica circa 206 m³/s di acqua in mare. Ha una lunghezza di 94 km.